# 조르주 그륀
조르주 세르주 그륀(프랑스어: Georges Serge Grün, 1962년 1월 25일 ~)은 벨기에의 은퇴한 축구 선수로, 현재 RTL-TVI의 챔피언스리그 해설자로 활동하고 있다.

## 클럽 경력
그륀은 벨기에의 안데를레흐트에서 1군 신고식을 치르고 8년을 활약하며 1982-83 시즌에 UEFA컵 우승을 거두었고, 1984년부터 1987년까지 3년 연속 벨기에 1부 리그 우승을 비롯해 여러 대회 우승을 거두었다. 그는 1983-84 시즌에도 UEFA컵 결승전에 진출했지만, 이 대회 결승전은 잉글랜드의 토트넘 홋스퍼에 패했다. 그륀은 이후 1990년에 이탈리아의 파르마로 이적했다. 그는 파르마 시절, 세리에 A의 정상급 수비수로 우뚝 섰고, 네비오 스칼라 감독의 지도 하에 1992년에 코파 이탈리아를 우승했고, 그 이듬해에는 유러피언 컵위너스컵을 들어올렸다. 그러나, 그륀은 1993-94 시즌 도중에 중상을 당했고, 1994년에 친정 구단으로 복귀했다. 1996년, 그는 레자나에 입단하면서 이탈리아 무대로 복귀했다. 그러나, 구단은 1997년 2월부터 5월까지 그의 급여를 체불했고, 그륀은 1996-97 시즌을 끝으로 은퇴했다.

## 국가대표팀 경력
1984년 6월 13일 그륀은 2-0으로 이긴 유고슬라비아와의 유로 1984 경기에서 첫 국가대표팀 경기를 치렀고, 이를 골로 자축했다. 그는 1986년 월드컵 예선전에서 원정 골을 기록해 네덜란드를 밀어내고 벨기에를 대회 본선에 올려놓았다. 이후, 벨기에는 본선에서 당시 역대 최고 성적인 4위의 성적을 거두었다. 그는 벨기에 국가대표팀 일원으로 3번의 월드컵(1986년, 1990년, 그리고 1994년)에 참가했다. 그는 1986년 6월 3일에 멕시코를 상대로 월드컵 첫 경기를 치렀다. 그륀은 1984년부터 1995년까지 77번의 국제 경기에 출전해 벨기에 국가대표팀 역사상 최다 출전 21위에 이름을 올리고 있고, 그동안 6번 골망을 흔들었다.

## 경기 방식
주로 수비수를 맡는 그륀은 후방에서 공을 끌고 중원으로 나가거나 최후방에서 경기를 전개하는 것은 물론 우아함을 겸비해 중앙 수비수 혹은 "저지자"로서 대인 방어형 중앙 수비수로, 혹은 최후방 수비수로 활약했고, 공을 회수한 후 이를 다시 동료에게 배급하여 공격을 전개했다. 그는 수비형 미드필더로 수비진 바로 앞에 배치되기도 했다.

## 수상

### 클럽
안데를레흐트
- 벨기에 1부 리그: 1980–81, 1984–85, 1985–86, 1986–87
- 벨기에 컵: 1987-88, 1988-89
- 벨기에 슈퍼컵: 1985, 1987
- UEFA컵
  - 우승: 1982–83
  - 준우승: 1983-84
- 유러피언 컵위너스컵 준우승: 1989-90
- 트로페 쥘 파파에르: 1983, 1985[17]
- 마탠 브뤼주아즈: 1985, 1988[18]

파르마
- 코파 이탈리아: 1991–92
- 유러피언 컵위너스컵
  - 우승: 1992–93
  - 준우승: 1993-94[20]
- 유러피언 슈퍼컵: 1993

### 국가대표팀
벨기에
- 월드컵 4위: 1986[21]

### 개인
- 발롱도르 후보 지명: 1993[22]
- 라 드르니에르 외르 역대 최고 안데를레흐트 선수단 (2020)[23]
- 국제축구역사통계연맹 벨기에 역대 최고 선수단 (2021)[24]